# ألبرت كينغ (كرة سلة)
ألبرت كينغ (بالإنجليزية: Albert King)‏ مواليد 17 ديسمبر 1959 في بروكلين، هو لاعب كرة سلة أمريكي سابق. بدأ مسيرته الاحترافية في سنة 1981. تم اختياره من قبل فريق بروكلين نتس خلال الدرافت. يبلغ طوله 6 قدم 6 بوصة (2.0 م). اعتزل اللعب في 1991. أحرز خلال مسيرته في الإن بي إيه 6470 نقطة بمعدل 12.1 نقطة في المباراة الواحدة.

## المسيرة الاحترافية
لعب مع بروكلين نتس من سنة 1981 إلى 1987، ثم لعب مع فيلادلفيا سفنتي سيكسرز في موسم 1987–1988، ثم لعب مع سان أنطونيو سبرز في موسم 1988–1989، ثم لعب مع أولمبيا ميلانو في الدوري الإيطالي في سنة 1989، ثم لعب مع واشنطن ويزاردز في سنة 1991.

## روابط خارجية
- ألبرت كينغ على موقع إن بي أي (الإنجليزية)
- ألبرت كينغ على موقع سبورتس رفرنس (الإنجليزية)
- ألبرت كينغ على موقع كلية كرة السلة في سبورتس رفرنس.كوم (الإنجليزية)
- ألبرت كينغ على موقع ريلجم (الإنجليزية)
- ألبرت كينغ على موقع بروبوليرز (الإنجليزية)